# ウェルツ法
ウェルツ法とは、亜鉛や他の低沸点な金属を製錬残渣(典型的には、電気アーク炉ダスト)やその他のリサイクル原料から、ロータリーキルン(ウェルツキルン、ウェルツ炉)を使って
回収する手法である。
亜鉛の濃縮された産物を粗酸化亜鉛と呼び、亜鉛の減少した副産物をクリンカーと呼ぶ。

## 歴史と解説
ロータリーキルンを使って亜鉛を揮発させることによって回収する概念は、1888年に遡ることができる。
このような方法は、Edward Dedolphによって1910年に特許が取得されている。
Dedolphの特許は、フランクフルトのMetallgesellschaft社によってChemische Fabrik Griesheim-Elektron社の協力の下、実用化が検討されたが、
実用的な規模のプロセスを実現することはできなかった。
1923年にKrupp Grusonwerk社が、同様のプロセスが独立して開発され、ウェルツ法と名付けられた(ウェルツ(waelz)とは、ドイツ語のWaelzenという炉内の
物質の動きを表す語からとられた)。
後に、ドイツの2社によりWaelz-Gemeinschaft (Waelz associationの意味のドイツ語)として開発と普及が図られた。
ウェルツ法は、亜鉛を含む原料を取り扱う。ここで亜鉛は、酸化亜鉛やケイ酸亜鉛、ジンクフェライト、硫化亜鉛に炭素を含んだ還元剤や燃料を混合して供給され、
1000〜1500℃のロータリーキルン内で処理される。
炉へ供給される原料は典型的には、亜鉛含有「廃棄物」、フラックス、還元剤(コークス)をペレット化したものである。
炉内では、原料中の亜鉛化合物は還元されて金属亜鉛(沸点907℃)となり揮発する。
揮発した金属亜鉛は、気相中で酸化され、酸化亜鉛になる。
酸化亜鉛は、炉の排ガスと一緒に炉外へ排出され、濾過集塵装置や電気集塵器、重力式集塵装置などで回収される。
ロータリーキルンは、典型的には長さ50メートル、内径3.6メートルであり、回転速度は1 rpmである。
回収された粗酸化亜鉛は、亜鉛製錬所へ送られる。
亜鉛含有量の減少した副産物はクリンカーと呼ばれる。
ウェルツ法には、エネルギー消費量が多く、鉄を回収できずクリンカーに鉄分が多く含まれるという問題点がある。
また、亜鉛以外の金属(鉛やカドミウム、銀など)が粗酸化亜鉛に混入する。
ハロゲン化物も粗酸化亜鉛に混入する。
鉄鋼への溶融亜鉛めっきが増加するにつれて、鉄スクラップ中の亜鉛の含有率も増加してきた。
これによる電気アーク炉の排ガス中のダストに含まれる亜鉛も増加している。
2000年の時点では、ウェルツ法は電気アーク炉ダストからの亜鉛回収における、利用可能な最良の技術であると考えられており、
全世界で工業的に利用されている。
2014年の時点では、ウェルツ法は電気アーク炉ダストの90%を処理するのに利用されている。
電気アーク炉ダストの処理方法として他には、ペレット化された亜鉛含有ダストを処理する回転炉床式還元炉(日本製鉄 東日本製鉄所君津地区で利用)や
ウェルツ法の効率を改善したSDHL (Saage, Dittrich, Hasche, Langbein)法、
高炉を改造して高炉ダストから銑鉄と酸化亜鉛ダストを得るDK法、
多段炉で亜鉛を揮発させるPRIMUS法
が開発・利用されている。

### 資料
- Clay, J.E.; Schoonraad, G.P. (Aug 1976), “Treatment of zinc silicates by the Waelz Process”, Journal of the South African Institute of Mining and Metallurgy:  11–14
- Harris, William E. (1936), “The Waelz Process”, AIME Transactions 121 Metallurgy of Lead and Zinc:  702–720
- Stewart, Donald L. (Jr.), ed. (2000), “Fourth International Symposium on Recycling of Metals and Engineered Materials. Part 1”, Proceedings of a Symposium organized by the Recycling Committee of the Extraction & processing Division of the Light Metals Division of TMS, 22-25 Oct 2000
- Antrekowitsch, Jürgen; Steinlechner, Stefan; Unger, Alois; Rösler, Gernot; Pichler, Christoph; Rumpold, Rene (2014), “9. Zinc and Residue Recycling”, in Worrell, Ernst, Handbook of Recycling: State-of-the-art for Practitioners, Analysts, and Scientists